# Sark
Sark (francese: Sercq; sarkese: Sèr) è una piccola isola nel canale della Manica, e fa parte del baliato di Guernsey. Ha una popolazione pari a 562 abitanti nel 2023. Sull'isola non possono accedere le automobili: gli unici veicoli circolanti sono quelli trainati a cavallo, biciclette, trattori, automezzi alimentati a batterie o biciclette motorizzate per disabili o persone anziane. I turisti e le merci arrivano da Guernsey tramite il traghetto e sono trasportati a Sark utilizzando mezzi trainati da trattori. L'unica parrocchia, che funge anche da capoluogo, è Saint-Anne. La chiesa anglicana è dedicata a san Pietro e vi si trovano alcune tombe signorili. Le industrie principali dell'isola sono il turismo e la finanza. I francobolli sono emessi dal Regno Unito per Guernsey, unitamente alla coniazione delle monete.
Nel 2011, Sark è stata designata come una comunità a "Cielo Buio" (Dark Sky Comunity, in quanto la visibilità del cielo notturno stellato è preservata) dalla IDA e come la prima Isola a "Cielo Buio" al mondo.

## Geografia
Sark è composta da due parti principali, Little Sark e Greater Sark, le quali sono collegate tra loro mediante uno stretto istmo chiamato La Coupée che, pur essendo largo poco meno di tre metri, si erge sul livello del mare per più di 90. Alcune ringhiere protettive sono state installate nel XX secolo; prima di allora, i bambini dovevano attraversare il canale gattonando per non rischiare di essere letteralmente sbalzati oltre il bordo.
Tuttora esiste una vera strada stretta che si snoda lungo l'istmo, costruita nel 1945 dai prigionieri di guerra tedeschi sotto la direzione del "Corpo Britannico" dei Royal Engineers.
Anche l'isolotto di Brecqhou è sotto la giurisdizione di Sark. Tuttavia è proprietà privata e l'accesso non è consentito ai visitatori.

## Ordinamento politico

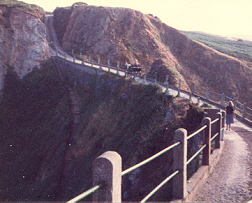
La Coupée è lo stretto istmo che collega le due parti principali di Sark

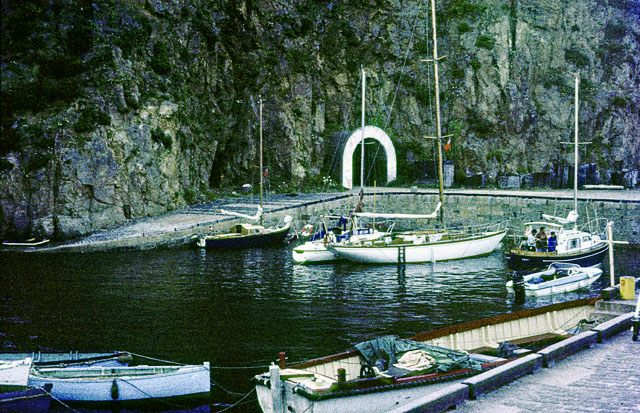
Il piccolo porto

Sark è stato l'ultimo Stato feudale europeo fino al 2007.
Il signore di Sark è il capo del governo feudale dell'isola di Sark. Dal 2016, Christopher Beaumont è il ventitreesimo signore. Molte leggi, in particolare quelle relative all'eredità e al potere del signore, sono lievemente cambiate da quando sono state promulgate dalla regina Elisabetta I d'Inghilterra nel 1565. Secondo queste norme, il seigneur è l'unica persona sull'isola ad avere il diritto di tenere piccioni o cagne non sterilizzate. Inoltre ha il diritto di possesso su tutti beni riemersi dopo l'alta marea, anche se questo diritto viene fatto rispettare raramente.
La costituzione di Sark ha subito delle modifiche democratiche dalla morte di Sibyl Mary Hathaway, dama di Sark, nel 1974, dando maggiori poteri ai membri eletti della legislatura, i quali fanno parte del Chief Pleas (parlamento).
A Sark, la parola tenutario viene usata, e spesso pronunciata, dandogli l'accezione francese di proprietario feudale piuttosto che nel comune senso inglese di affittuario. Le tenute di Sark appartengono a 40 soggetti che rappresentano le partizioni delle altrettante famiglie che colonizzarono Sark. Come viene spiegato nel sito del governo di Sark: "Non esistono libere proprietà, poiché tutta la zona è sotto il regime di feudo perpetuo dato dal Seigneur, ed i 40 proprietati (tenutari) nella quale è divisa l'isola possono solo essere trasferiti seguendo la rigida legge dell'eredità o per compravendita".
Il sistema costituzionale è cambiato nel dicembre 2008, quando si sono tenute le prime elezioni democratiche per l'elezione di un parlamento locale e la nomina di un governo. La "rivoluzione" è conseguenza dell'intervento giuridico del Parlamento europeo, che ha dichiarato il sistema costituzionale locale come contrario ai diritti umani, e, a seguito di una serie di battaglie legali, ha imposto la democrazia parlamentare.
Il passaggio alla democrazia non è stato comunque spontaneo: il pluralismo non è stato introdotto per volontà della popolazione locale ma per influenza dei fratelli David e Frederick Barclay, due miliardari britannici fra i più ricchi del Regno Unito, proprietari del Daily Telegraph, dell'hotel Ritz di Londra e dal 1993 dell'isoletta di Brecqhou. I due magnati si erano qui trasferiti da Londra per motivi economici, costruendovi un eclettico castello; Sark è infatti un paradiso fiscale (i residenti pagano solo un tributo locale). Intuiti gli enormi vantaggi che avrebbero ottenuto controllando il potere politico dell'isola, hanno cominciato una battaglia legale per abbattere il sistema de facto feudale che consentiva solo a 40 membri ereditari di controllare Sark assieme al signore. Contemporaneamente hanno rilevato molte attività economiche nell'isola e intrapreso una campagna di beneficenza per conquistare le simpatie dei residenti in vista di possibili elezioni future. Caduto il sistema feudale nel 2008, alle prime elezioni democratiche, si sono presentati due schieramenti: i 40 ex membri ereditari del Chief Pleas, appoggiati dal signore e intenzionati a non portare troppe novità nell'isola malgrado i cambiamenti politici e uomini finanziati invece dai Barclay pronti a riammodernare l'isola e soprattutto le sue leggi fiscali. Le prime elezioni del 10 dicembre 2008 (che hanno visto la partecipazione del 98% degli elettori) sono state vinte dal gruppo degli ex 40 membri ereditari che ha conquistato 26 dei 28 seggi senza quindi un cambiamento delle persone al potere nonostante la fine del sistema feudale.
A questo punto sono arrivati i problemi: i Barclay, gettata la maschera di "paladini della democrazia" hanno deciso di compiere ritorsioni contro l'economia dell'isola per l'esito delle elezioni e hanno chiuso tutte le attività che avevano precedentemente acquisito lasciando senza lavoro quasi il 30% della popolazione. Poco prima di Natale, tuttavia, hanno fatto dei passi indietro riaprendo le loro aziende. Oggi, come è intuibile, non sono assolutamente ben visti a Sark: sia la posizione del signore che dei membri ereditari è molto più salda di prima e anche dal punto di vista politico sembra essere ritornata la calma.

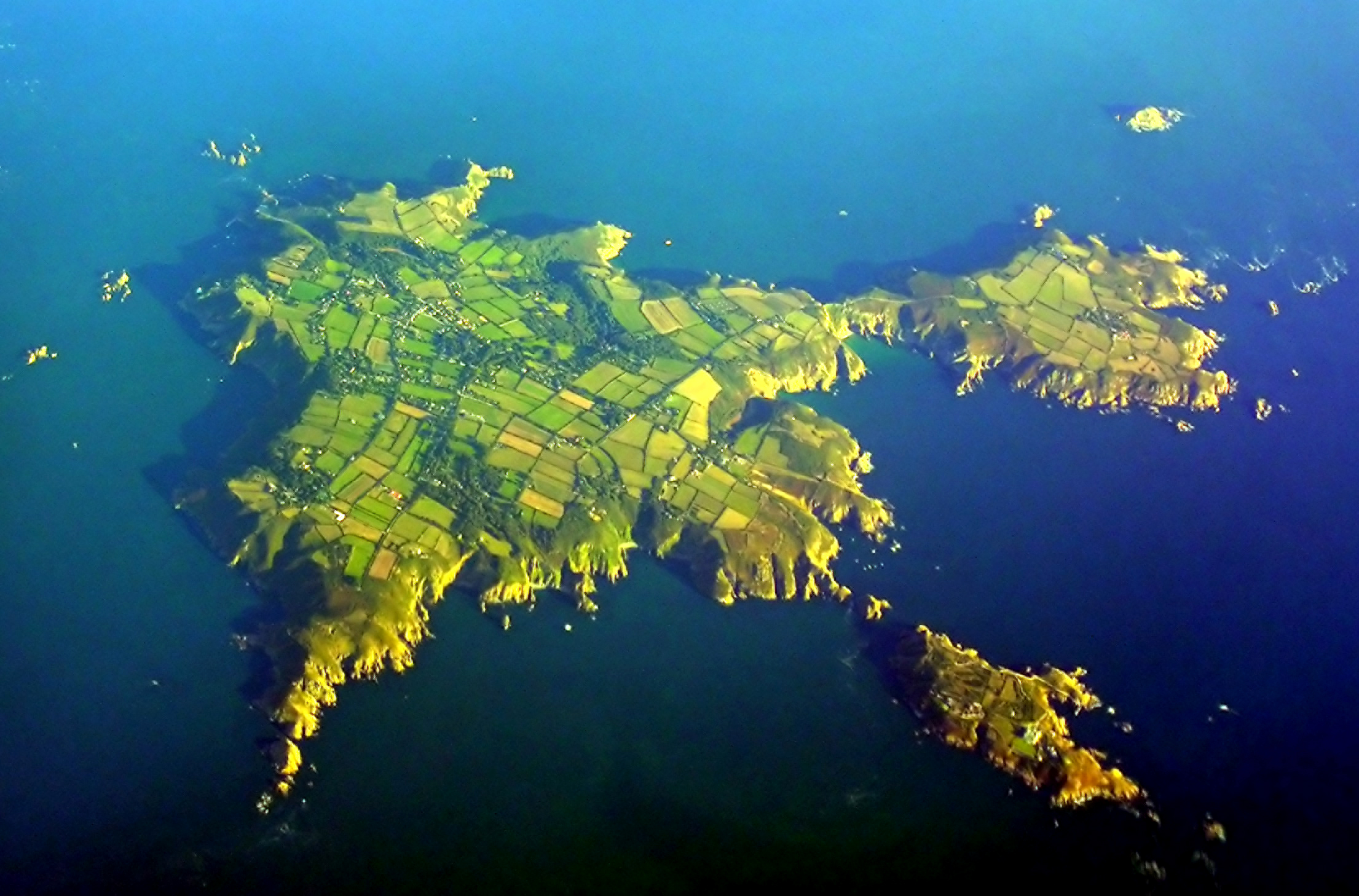
Veduta aerea dell'isola

L'isola era originariamente divisa in quaranta feudi conosciuti come tenements (it: possedimenti) e al proprietario spettava il diritto di avere un seggio nel Chief Pleas di Sark. Nel corso degli anni il territorio è stato ripartito ulteriormente in piccoli appezzamenti, ma di solito senza l'obbligo del servizio militare da parte dei titolari (la Fregondée è un'eccezione) e di conseguenza privi di funzioni politiche o giudiziarie. Queste terre vengono spesso ma erroneamente indicate come freeholds (proprietà fondiarie) per distinguerle dai vecchi tenemenents.
Ciò che è mutato in tempi recenti è la composizione del Chief Pleas. Oggi è composto da 40 rappresentanti più 12 deputati del popolo (eletti a suffragio universale per un mandato di tre anni). Dall'8 marzo 2006 è iniziata per il Chief Pleas una nuova legislatura composta da 14 proprietari terrieri eletti e 14 residenti. Non tutti si sono dichiarati favorevoli alle modifiche: Alcuni volevano mantenere completamente il feudalesimo, mentre la maggior parte degli abitanti ha optato per una legislatura totalmente eletta in due sondaggi di opinione. Prendendo atto del risultato del secondo sondaggio, il nuovo Chief Pleas è stato approvato e prevede 14 deputati eletti.
Le motivazioni che hanno spinto a un cambio della forma di governo, incluso il limite inerente al numero dei deputati eleggibili, può essere ricercato nella volontà di adeguarsi agli standard dell'Unione europea in materia di diritti umani e rappresentanza politica.
Il signore e il seneschal, che presiede il Chief Pleas, sono gli unici membri di diritto, mentre il prévôt (capo della polizia), il greffier (capo della Chiesa), e il tesoriere (corrispondente a un ministro dell'Economia) prendono parte al consiglio come ascoltatori, senza diritto di voto; Il tesoriere può, tuttavia, formulare richieste o suggerimenti al Chief Pleas in materia tributaria e di investimenti.
Il seneschal (capo della magistratura), il prevôt, il greffier e il tesoriere sono nominati dal signore di Sark, gli altri funzionari vengono scelti per elezione dallo Chief Pleas.

## LaSeigneurie

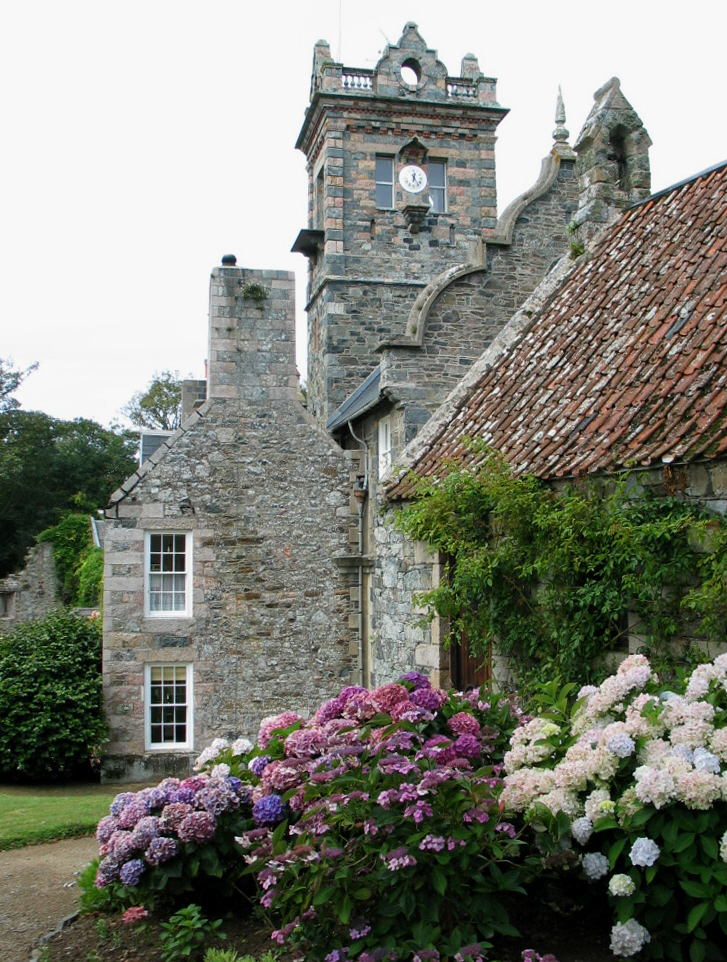
La Seigneurie e il giardino

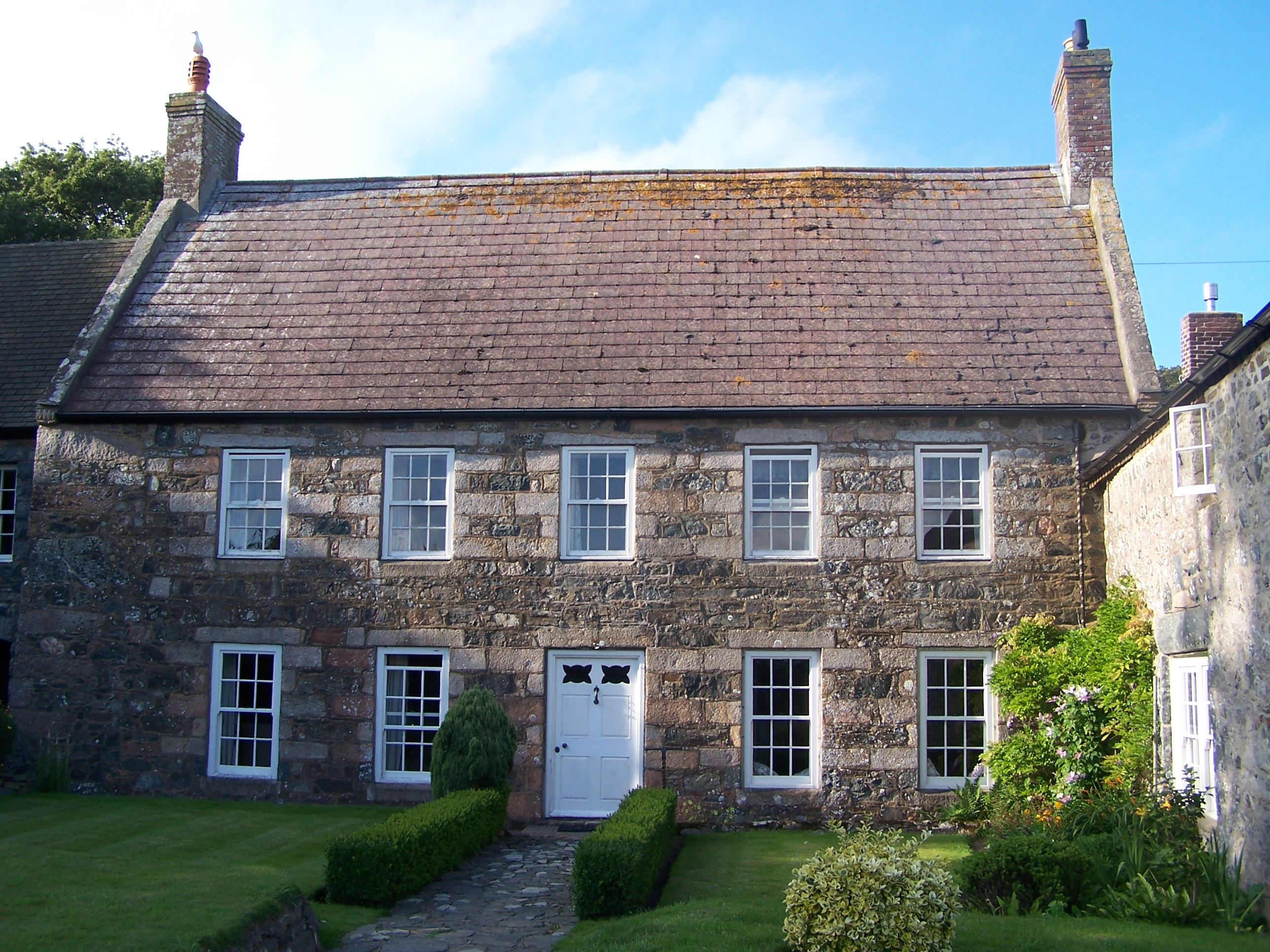
L'antica sede della Seigneurie costruita da Hellier de Carteret

La Seigneurie è la residenza ufficiale del signore di Sark. 
Originariamente era situata nella "Manoir" edificata dal primo signore di Sark, Hellier de Carteret, nel 1565 e solo successivamente fu trasferita dai signori della famiglia Le Pelley nell'attuale palazzo, costruito nel 1700 sulle rovine dell'antico monastero di Saint Magloire; nell'attuale giardino della Seigneurie ci sono ancora, infatti, alcune pietre che, secondo la tradizione, costituivano la cella dell'abate del cenobio. In particolar modo fu Susanne le Pelley a trasferirvi la Seigneurie che in precedenza era semplicemente la sua casa nativa.
Dopo essere diventata la nuova residenza ufficiale del signore, la struttura subì molti ampliamenti e modifiche e in particolare fu William Frederick Collings ad apportare le principali rettifiche. Egli fece erigere l'alta torre in stile vittoriano al posto di quella preesistente divenuta troppo bassa per via degli alti alberi e che serviva per comunicare con il Guernsey in caso di emergenza (Sark infatti non aveva un medico residente); acquistò inoltre una porzione di terreno attorno alla Seigneurie per allargarne i giardini.
I giardini della Seigneurie costituiscono una delle maggiori attrattive dell'isola essendo considerati tra i più belli e ricchi di storia di tutta l'Inghilterra. La regina Vittoria, di passaggio presso Sark, ordinò al capitano di fermare la nave per poter ammirare il parco.
In particolare al loro interno vi si può ammirare, oltre ad un'ampia varietà di piante e fiori, una piccola cappella medievale ristrutturata nel 1853 in stile neogotico, una vecchia e rara macina in pietra appartenuta al primo signore Hellier de Carteret risalente al 1571, un antico cannone dono della regina Elisabetta I in persona recante la scritta "Don de sa Majesté la Royne Elizabeth au Seigneur de Sercq A.D. 1572" (dono di sua maestà la regina Elisabetta al signore di Sark A.D. 1572), la "Colombier" piccola torre in stile vittoriano dove il signore (l'unico nell'isola a poterlo fare) tiene i propri colombi ed infine l'originale torrione, risalente al periodo delle guerre napoleoniche, usato per comunicare con le isole vicine e poi caduto in disuso per l'eccessiva altezza degli alberi circostanti. 
Fino alla sua morte nel 2016 gli splendidi giardini sono stati curati dall'allora signore di Sark in persona, John Michael Beaumont, e dalla moglie Diana La Trobe-Bateman.

## Storia
Nel XIII secolo, Sark fu utilizzata come base operativa dal pirata francese Eustachio il Monaco, nel periodo durante il quale era al soldo del re Giovanni d'Inghilterra.
Sebbene scelta come dimora da monaci durante il periodo medievale, Sark risultava disabitata nel XVI secolo e utilizzata come rifugio dai pirati della Manica. Hellier de Carteret, signore della parrocchia di Saint Ouen (Jersey), ricevette dalla regina d'Inghilterra Elisabetta I, nel 1563, l'autorizzazione a colonizzare Sark con 40 famiglie provenienti da St. Ouen, a patto che s'impegnasse a tenere l'isola libera dai fuorilegge.
Sark rimase sotto il controllo dei Carteret fino al 1720, quando John Carteret la vendette insieme al titolo di seigneur a John Johnson, il quale a sua volta l'alienò a James Milner. Questi nel 1730 cedette l'isola a Susanne le Pelley che la trasmise per via ereditaria a suo figlio e così via per sette generazioni fino a quando Pierre Carey le Pelley, per pagare dei debiti contratti per la costruzione di una miniera (infruttuosa e per giunta crollata) dovette darla in proprietà a Marie Collings. Discendente da una ricca famiglia che aveva fatto la fortuna con l'attività corsara (da non confondere con la pirateria), Marie Collings non vide mai Sark (morì appena un anno dopo aver ottenuto il titolo) tuttavia la lasciò ai suoi eredi fino ai giorni nostri. L'attuale seigneur John Michael Beaumont è infatti il nipote di Sibyl Mary Hathaway, figlia di William Frederick Collings.
Un tentativo fatto dai nuovi insediati di dotarsi di una costituzione e di creare un baliato, come in Jersey, fu sedato dalle autorità di Guernsey che soppressero ogni tentativo di separazione da parte di Sark.
Durante la seconda guerra mondiale, l'isola fu occupata dai tedeschi dal 1940 al 1945, così come le altre isole del Canale, e fu obiettivo dell'Operazione Basalt.
Lo scrittore fantasy e novellista britannico Mervyn Peake, noto per la sua trilogia Gormenghast, nel 1946 si trasferì a Sark con la sua famiglia. Continuò a scrivere mentre sua moglie Maeve dipingeva. La seconda parte della serie fu pubblicata nel 1950, e la famiglia tornò in Inghilterra, dove cominciò a lavorare sulla novella Mr Pye, ambientata a Sark e pubblicata nel 1953.
Nel 1991, il fisico nucleare francese André Gardes, disoccupato, tentò una solitaria invasione di Sark, utilizzando un'arma semi-automatica. Sbarcato assieme a dei turisti annunciò pubblicamente, affiggendo un avviso nella chiesa, che se entro mezzogiorno del giorno successivo non gli avessero consegnato l'isola se la sarebbe presa con la forza. Il giorno seguente vedendo che le sue richieste non venivano esaudite si recò a piedi verso la Seigneurie. Lo sceriffo locale, appreso che le sue intenzioni erano serie, lo raggiunse a bordo di un trattore e tagliandogli la strada gli chiese se fosse veramente intenzionato ad assediare la Seigneurie. Quando questi per mostrare i suoi propositi sfilò il caricatore dalla rivoltella (rimanendo così disarmato) fu immediatamente arrestato. Condotto nella piccola prigione dell'isola fu condannato e in seguito trasferito nel carcere di Guernsey.
Il 10 dicembre 2008 si sono svolte le prime elezioni democratiche che, tuttavia, come già detto, hanno favorito il partito che appoggiava il seigneur. Una maggioranza schiacciante, pari al 93% dei voti, ha dato al partito dell'ex signore feudale 28 seggi su 30. Alla fine, non è cambiato molto, ma l'ultimo bastione europeo del feudalesimo è crollato.
Dal 22 aprile 2020 è legale il matrimonio tra due persone dello stesso sesso.

## Signore di Sark
Il signore di Sark o Seigneur è il capo di Stato dell'isola di Sark. Il termine usato in lingua originale è il francese seigneur of Sark e non l'inglese lord of Sark. Nel corso dei secoli ci sono stati casi in cui il signore era di sesso femminile e in questi casi ha assunto il nome di dama di Sark (dame of Sark).

### Poteri
I residenti di Sark nel 2006 hanno votato per abolire il vecchio sistema feudale ed introdurre un sistema con rappresentanza parlamentare, ed il cambiamento di sistema fu approvato il 9 aprile 2008. Questo ha diminuito considerevolmente il potere del signore di Sark.
Attualmente il signore di Sark ha il diritto di veto, il potere di nominare gran parte delle cariche ufficiali dell'isola e conserva vari e curiosi privilegi feudali come essere l'unico isolano a poter tenere piccioni, cani di sesso femminile e ad avere la prelazione su tutti i relitti che emergono e arrivano fino alle coste. La maggior parte di questi benefici oggi sembra insensata ma in passato aveva una grande utilità. Per esempio i piccioni erano considerati pericolosi perché mangiavano il frumento e i semi usati per l'agricoltura, mentre i cani di sesso femminile erano banditi perché si voleva evitare la formazione di pericolosi branchi di randagi. A queste limitazioni faceva eccezione solo il signore. L'attuale signore utilizza solo alcune delle sue prerogative; ad esempio possiede diversi colombi ma nessun cane.
Il rango del signore è ereditario ma necessita dell'approvazione del sovrano del Regno Unito essendo l'isola una dipendenza della Corona britannica. Con il permesso del Re Carlo III la dignità signorile può anche essere ceduta o addirittura venduta.

### Signori e dame di Sark (dal 1563)[23]
| N° | Titolo  | Nome                               | Dal           | Al        | Sposò                            | Note                                                        |
| 1  | Signore | Hellier de Carteret                | 1563          | 1578      | Margaret de Carteret             | figlio di Edouard, signore di Saint Ouen (Jersey)           |
| 2  | Signore | Philippe de Carteret I             | 1578          | 1594      | Rachel Poulet                    |                                                             |
| 3  | Signore | Philippe de Carteret II            | 1594          | 1643      | Anne Dowse                       |                                                             |
| 4  | Signore | Philippe de Carteret III           | 1643          | 1663      | Anne Dumaresq                    | dal 1663 balivo di Jersey                                   |
| 5  | Signore | Philippe de Carteret IV            | 1663          | 1693      | Elizabeth de Carteret            | creò la carica di siniscalco e le altre                     |
| 6  | Signore | Charles de Carteret                | 1693          | 1715      |                                  |                                                             |
| 7  | Signore | John Carteret                      | 1715          | 1720      | Frances Worsley, Sophia Fermor   | fu lord presidente del consiglio                            |
| 8  | Signore | John Johnson                       | 1720          | 1723      |                                  |                                                             |
| 9  | Signore | James Milner                       | 1723          | 1730      |                                  | comprò il feudo per 5000 sterline, poi lo alienò a Susanne  |
| 10 | Dama    | Susanne le Pelley                  | 1730          | 1733      |                                  | trasferì la residenza nel nuovo palazzo                     |
| 11 | Signore | Nicolas le Pelley                  | 1733          | 1742      |                                  |                                                             |
| 12 | Signore | Daniel le Pelley                   | 1742          | 1752      |                                  |                                                             |
| 13 | Signore | Pierre le Pelley I                 | 1752          | 1778      |                                  |                                                             |
| 14 | Signore | Pierre le Pelley II                | 1778          | 1820      |                                  |                                                             |
| 15 | Signore | Pierre le Pelley III               | 1820          | 1839      |                                  |                                                             |
| 16 | Signore | Ernest le Pelley                   | 1839          | 1849      |                                  |                                                             |
| 17 | Signore | Pierre Carey le Pelley             | 1849          | 1852      |                                  | cedette il feudo alla figlia del suo creditore John Allaire |
| 18 | Dama    | Marie Collings, nata Allaire       | 1852          | 1853      | Thomas Guérin Collings           |                                                             |
| 19 | Signore | William Thomas Collings            | 1853          | 1882      | Louisa Lukis                     | sviluppò l'agricoltura e il turismo                         |
| 20 | Signore | William Frederick Collings         | 1882          | 1927      | Sophie Moffatt                   | affrontò i problemi finanziari dell'isola                   |
| 21 | Dama    | Sibyl Mary Hathaway, nata Collings | 1927 1945     | 1940 1974 | Dudley Beaumont, Robert Hathaway | [ 24 ]                                                      |
| 22 | Signore | John Michael Beaumont              | 1974          | 2016      | Diana La Trobe-Batemant          | nipote di Sibyl                                             |
| 23 | Signore | Christopher Beaumont               | 3 luglio 2016 |           |                                  |                                                             |

Dominio tedesco (subordinato al comandante tedesco del Guernsey)
- Stefan Herdt (1940-1942)
- Johann Hinkel (1942-28 marzo 1943)

Governatori al posto di Philippe de Carteret III
Il quarto signore di Sark Philippe de Carteret III fu a lungo impegnato nella guerra civile inglese e al suo posto Sark fu governata da alcuni governatori.
- Nicholas Ling (1643-1657)
- Richard Winne (1657-1659)
- Jean le Gros (1659-1660)

## Siniscalco
Il siniscalco è la seconda più alta autorità di Sark. Egli svolge le funzioni di presidente del Chief Pleas (il locale parlamento) e quella di giudice dell'isola. Viene nominato direttamente dal signore, come previsto anticamente dal sistema feudale. Nell'ottobre del 2010, tuttavia, le sue funzioni sono state modificate dal Chief Pleas, che ha recepito una sentenza della Corte inglese d'appello secondo cui era inopportuno l'accentramento in un'unica persona della carica di presidente del potere legislativo e di rappresentante del potere giudiziario; per questo si è deciso di dividere le funzioni. L'attuale siniscalco, una volta nominato, deve decidere se esercitare la carica di giudice o di presidente del Chief Pleas; l'incarico che non sceglie viene demandato ad un altro soggetto ad essa delegato.
Lista dei Siniscalchi di Sark:
1. Jean de Carteret (1576-15/7/1675)
2. Pierre Gibault (15/7/1675-1680)
3. Thomas de Beauvoir (1680-1683)
4. Phillipe Dumeresq (1683-1702)
5. Jean Payne (1702-1707)
6. Philippe de Carteret (1707-1744)
7. Henri de Carteret (1744-1752)
8. Phillipe le Masurier (1752-1777)
9. Henri le Masurier (1777-1785)
10. Amice le Couteur (1785-1808)
11. Jean le Couteur (1808-1812)
12. Jean Falle (1812-1830)
13. Elie le Masurier (1830-1841)
14. Philippe Guille (1841-1851)
15. Thomas Godfray (1851-1876)
16. William de Carteret (1876-1881)
17. Abraham Baker (1881-1891)
18. Thomas Godfray (1891-1920)
19. Kenneth Campbell (1920-1922)
20. Ashby Taylor (1922-1925)
21. Frederick de Carteret (1935-1937)
22. William Carré (1937-1945)
23. William Baker (1945-1969)
24. Bernard Jones (1969-1979)
25. Hilary Carré (1979-1985)
26. Lawrence Philip de Carteret (1985-2000)
27. Reginald J. Guille (2000-presente)

## Clameur de haro
Il Clameur de haro è un'antichissima tradizione di Sark, risalente al periodo normanno. Originariamente il Clameur de Haro era utilizzato come strumento di difesa contro delle azioni o dei torti; chi subiva un qualunque torto infatti, gridando "Clameur de Haro" bloccava ogni azione nei suoi confronti e costringeva chi si trovava nei dintorni ad aiutarlo. L'eventuale torto doveva poi essere presentato al seigneur o al senshal (carica che indica il giudice dell'isola) i quali decidevano il da farsi. Oggi il Clameur de Haro è ancora in vigore ed ha il potere di bloccare ogni azione legale e non, contro chi lo invoca. L'ultima volta è stato utilizzato da un cittadino di Sark negli anni settanta per bloccare la costruzione di un muro di cinta nei suoi terreni.

## Sarkese
La lingua sarkese (Serquiais, a volte detta anche francese di Sark), è un dialetto della lingua normanna tuttora parlato dagli anziani che abitano l'isola. A causa del largo influsso dei britannici che si sono trasferiti su Sark, la lingua sta scomparendo.